# アウェイク (ドリーム・シアターのアルバム)
『アウェイク』(Awake) は、アメリカ合衆国のプログレッシブ・メタルバンド、ドリーム・シアターが1994年に発表したスタジオ・アルバム。

## 解説
ドリーム・シアターにとって通算3作目のアルバム。1994年8月に脱退したケヴィン・ムーアが参加した最後のアルバムである。オリコンチャートの最高位は7位で、ドリーム・シアターのアルバムとして初めてトップ10入りを果たした。
ドリーム・シアターのオフィシャルブートレグ専門のレーベル「YtseJam Records」より、本作のデモ音源を収録したアルバム『Awake Demos 1994』が販売されている。

## 収録曲
4曲目から6曲目は、"A Mind Beside Itself"という一連の組曲で、トータルで約20分の長さである。この作品以後も、バンドは「ア・チェンジ・オブ・シーズンズ」などで20分を超える曲を手がけている。「ザ・ミラー」と「ライ」は独立した曲だが、組曲のように連続して聞こえる編集がされている。
| #         | タイトル                                                                      | 作詞                     | 作曲          | 時間  |
| --------- | ----------------------------------------------------------------------------- | ------------------------ | ------------- | ----- |
| 1.        | 「シックス・オクロック」(6:00)                                                | Moore                    | Dream Theater | 5:31  |
| 2.        | 「コート・イン・ア・ウェブ」(Caught in a Web)                                 | LaBrie, Petrucci         | Dream Theater | 5:28  |
| 3.        | 「イノセンス・フェイデッド」(Innocence Faded)                                 | Petrucci                 | Dream Theater | 5:43  |
| 4.        | 「エロトマニア」(A Mind Beside Itself: I. Erotomania)                         | （インストゥルメンタル） | Dream Theater | 6:45  |
| 5.        | 「ヴォイシズ」(A Mind Beside Itself: II. Voices)                              | Petrucci                 | Dream Theater | 9:53  |
| 6.        | 「ザ・サイレント・マン」(A Mind Beside Itself: III. The Silent Man)           | Petrucci                 | Petrucci      | 3:48  |
| 7.        | 「ザ・ミラー」(The Mirror)                                                    | Portnoy                  | Dream Theater | 6:45  |
| 8.        | 「ライ」(Lie)                                                                 | Moore                    | Dream Theater | 6:34  |
| 9.        | 「リフティング・シャドウズ・オフ・ア・ドリーム」(Lifting Shadows Off a Dream) | Myung                    | Dream Theater | 6:05  |
| 10.       | 「スカード」(Scarred)                                                         | Petrucci                 | Dream Theater | 11:00 |
| 11.       | 「スペース・ダイ・ヴェスト」(Space-Dye Vest)                                  | Moore                    | Moore         | 7:29  |
| 合計時間: | 合計時間:                                                                     | 合計時間:                | 合計時間:     | 75:00 |

### ボーナストラック（8cmCDシングル）
日本盤初回生産分に封入。日本未発売のシングル「The Silent Man」の収録曲である。
| #  | タイトル      | 作詞                     | 作曲          | 時間 |
| -- | ------------- | ------------------------ | ------------- | ---- |
| 1. | 「イヴ」(Eve) | （インストゥルメンタル） | Dream Theater | 5:05 |

## 参加ミュージシャン
- ジェイムズ・ラブリエ：ヴォーカル
- ジョン・ペトルーシ：エレクトリック・ギター、7弦ギター
- ジョン・マイアング：6弦ベース（エレクトリックベース）
- ケヴィン・ムーア：キーボード
- マイク・ポートノイ：ドラムス、パーカッション

## チャート順位
Billboard 200
- Awake - #32

UK Album Chart
- Awake - #65

オリコン
- 「アウェイク」 - #7[1]